# طبیب یانگوم بزرگ
طبیب یانگوم بزرگ (کره‌ای: 의녀 대장금؛ انگلیسی: Uinyeo Dae Jang Geum) یک مجموعه تلویزیونی محصول کره جنوبی با بازی لی یونگ ئه در نقش شخصیت اصلی است. این مجموعه داستان یانگوم، که به اولین طبیب زن پادشاه تبدیل شد را روایت می‌کند. این مجموعه در سال ۲۰۲۵ پخش خواهد شد.

## بازیگران
- لی یونگ ئه در نقش یانگوم

یک یی‌نیو (طبیب زن)

## تولید

### توسعه
در ژوئن ۲۰۲۳، فانتاجیو اعلام کرد که لی یونگ ئه یک قرارداد برای بازی در مجموعه تلویزیونی جدیدی که در سال ۲۰۲۵ پخش خواهد شد، امضا کرده است.
در ژانویه ۲۰۲۴، کیم ته هو از دیل‌سایت گزارش کرد که فانتاجیو قصد دارد ۱۵٫۱ میلیارد وون (۱۳٫۲ میلیون دلار آمریکا) یا تقریباً ۷۵٪ از بودجه، در سریال تاریخی ۲۴ قسمتی سرمایه‌گذاری کند. در همان ماه، فانتاجیو قراردادی را با یک نویسنده برای این مجموعه تلویزیونی بسته است و فیلمبرداری در اکتبر ۲۰۲۴ آغاز می‌شود.

### بازیگران
فانتاجیو اعلام کرد که لی یونگ ئه که شخصیت معروف خود را دوباره برای این مجموعه تکرار خواهد کرد. حضور برخی از بازیگران اصلی نیز تأیید شده است.